# 佐久間夏帆
佐久間 夏帆（さくま かほ、1992年6月19日 - ）は、日本のタレント。福岡県出身。CGE所属。
女性アイドルグループ・ぱすぽ☆（現PASSPO☆）の元メンバー。愛称は“むっしゅ”。

## 略歴

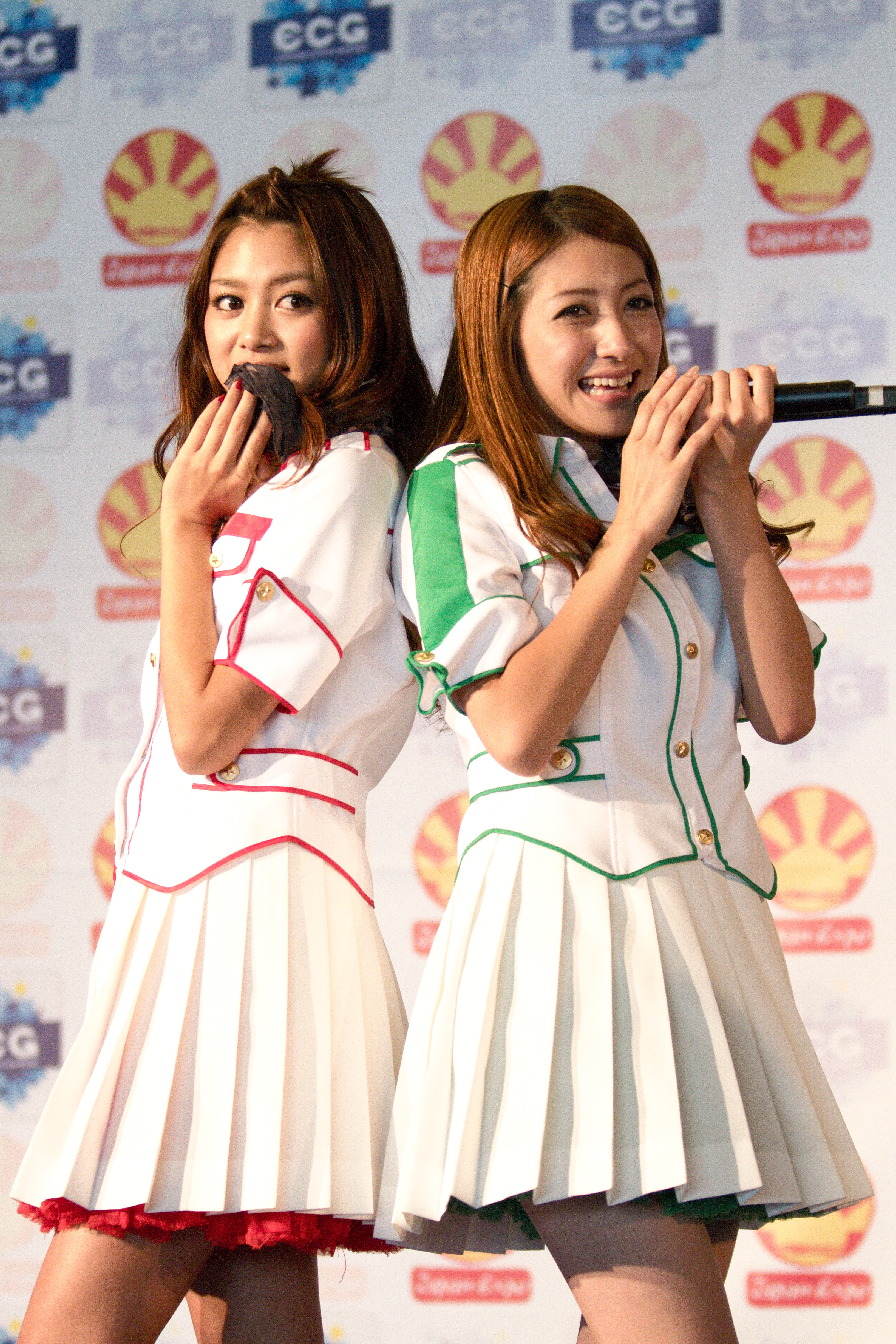
Japan Expo 2011でのパフォーマンス。左が安斉奈緒美、右が佐久間夏帆。

- 小学5・6年生の時、TVQ九州放送の番組『ばりすご☆ボイガー7』に出演[1]。その後中学2年から地元でモデル活動を始め、高校1年時に上京[1]。
- 渋谷109の前でプラチナム・パスポートの関係者にスカウトされ、2009年6月1日にぱすぽ☆（当時。以下同）のメンバーとなる[1][3]。
- 2011年5月4日リリースのメジャーデビューシングル「少女飛行」でオリコンウィークリーチャート初登場1位を獲得。Japan Expoにも参加する等順風満帆な活動を行っていたが、同年12月4日、たまプラーザテラスで行われたミニライブ＆握手会イベントでぱすぽ☆からの卒業を表明[2][4]。同年夏にリリースされたシングル「ViVi夏」頃に腰を痛め、フライト（ライブ）に出演できない時期が続き、レッスンにも支障をきたしたことが主な理由であった[4]。
- 2011年12月30日、Zepp Tokyoで行われたフライトをもってぱすぽ☆を卒業[4]。その後もしばらくプラチナムには在籍し続けていたが、程なくして退所し、OLに転身[5]。
- 2015年5月2日、阿佐ヶ谷ロフトAで行われた『なでksジャパンはオールナイトでもこうだ…。』にゲスト出演。振付師の竹中夏海らと共にトークを繰り広げた[5]。
- 2016年2月21日、Shibuya eggmanで行われた『The Ground Crew』の夜間フライトにゲスト出演。PASSPO☆の増井みおと森詩織、prediaの湊あかね他と共演した[6][7]。
- 2017年3月11日、全国ツアー(フライト)の福岡BEAT STATIONの第一部公演終盤でサプライズゲストで参加している[8]。
- 現在は地元福岡でタレントとして活躍している。

## 人物
- 愛称の「むっしゅ」は、地元の友達が外国人っぽいあだ名として付けたという[9]。ぱすぽ☆の振付担当である竹中夏海からは「むっちゃん」と呼ばれ離脱前後以降メンバーからは「むっく」と呼ばれた[1]。
- ぱすぽ☆での担当カラーは緑。
- ぱすぽ☆のクルー（メンバー）で唯一人関東地方以外の出身であった[1]。
- ぱすぽ☆を結成するまで、アイドルはモーニング娘。しか興味がなく、沢尻エリカのような女優とモデルを目指していたという[1]。
- プラチナムの同僚だった小川ゆいとは同郷で親友[10][11]。

## 出演

### 映画
- Cheerfu11y（2011年、ユニバーサルミュージック） - エリザ 役

### テレビドラマ
- ふたつのスピカ（2009年、NHK総合）

### その他
- 今日感テレビ日曜版（2017年 - 、RKBテレビ）